# Henryka Durlik
Henryka Durlik (ur. ok. 1955) – polska piosenkarka, członkini zespołu Arianie.

## Życiorys
Jej rodzice pracowali w kieleckiej Fabryce Samochodów Ciężarowych. W 1972 roku, mając 17 lat zajęła I miejsce w konkursie młodych talentów w Kielcach. Sukces sprawił, że krótko później została zaangażowana do zespołu Arianie z którym występowała w kolejnych latach jako wokalistka, wykonując między innymi takie przeboje grupy jak Łubinowa miłość czy Mego życia korale. Następnie odeszła z grupy, a jej miejsce zajęła Iwona Niedzielska, która solistką grupy Arianie była od 1977.
W kolejnych latach Durlik związana była z Teatrem na Targówku w Warszawie. W 1979 wraz z grupą Medium zdobyła Srebrny Pierścień na Festiwalu Piosenki Żołnierskiej w Kołobrzegu. W latach 80. XX wieku występowała wyjazdowo w zespole Janusza Popławskiego w Finlandii, Niemczech i Austrii.
W 2018 roku nakładem wydawnictwa Kameleon Records ukazał się dwupłytowy album pt. Arianie. Na niejednej stacji, zawierający nagrania z lat 1971–1983. 